# محجر
محجر حفاظ فلزی نصب شده بر روی پنجره‌های چوبی با اشکال پیچشی است. نام فارسی محجر نرده و پادگانه است.

## ویژگی ها
در معماری سنتی ایران ابتدا محجر ها(نردها) چوبی و به صورت نریا ایستاده بود.ابن نرده‌ها یا حفاظ کار دیگری نیز انجام می دادند و طرزی ساخته شده بودند که از تو بیرون به خوبی دیده می شد،ولی درون اتاق دیده نمی شد.

## مصالح
محجر از نوع جنس دارای گونه‌هایی مثل محجر سنگی،چوبی یا فلزی می‌باشد.